# Коптелы
Коптелы — деревня в Шалинском районе Свердловской области России. Входит в Шалинский муниципальный округ.
Ранее деревня входила в состав Платоновского сельсовета Шалинского района.

## География
Деревня Коптелы расположена в 35 километрах к северо-западу от посёлка Шаля (в 63 километрах по дорогам), на левом берегу реки Сылвы.

## Население
| 2002 | 2010 | 2021 |
| ---- | ---- | ---- |
| 194  | ↘164 | ↘112 |

## Инфраструктура
Личное подсобное хозяйство.

## Транспорт
Ближайшая железнодорожная станция — станция Шамары Пермского направления Свердловской железной дороги.